# Kalabubu

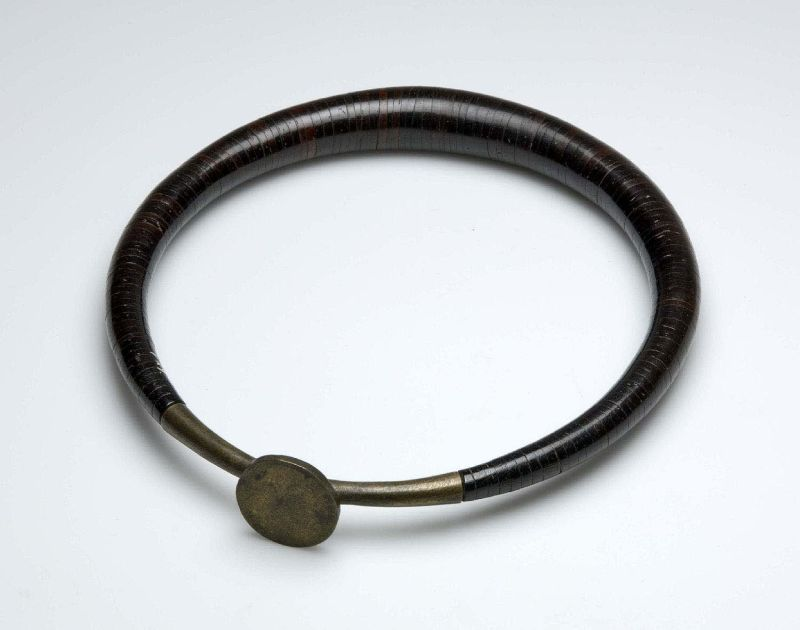
Un Kalabubu del sud de Nias.

El Kalabubu, de vegades nomenat Kala bubu, és una torca —collaret circular rígid— usat pels guerrers de la gent del sud de Nías a la regió del  Nord de Sumatra, Indonèsia. Aquest tipus de torques de guerra i heroisme. Es creia que portar un kalabubu protegia el portador del mal. Els kalabubu són popularment conegut com a «collaret caça-caps»; històricament solament els qui hagin decapitat al líder de les tribus enemigues se'l permetia usar aquest accessori.

## Forma i construcció

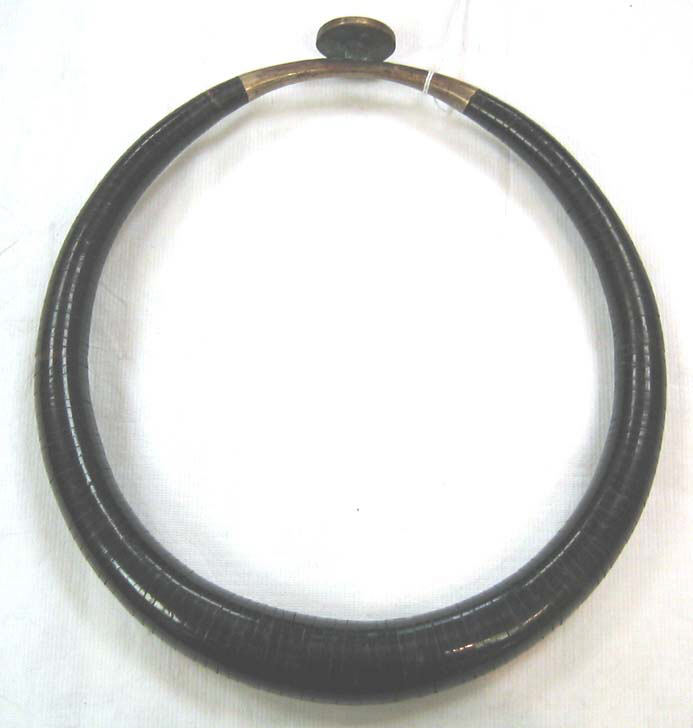
El kalabubu està constituït de làmines de closca de coco i filferro de llautó. Museu Metropolità d'Art, Nova York.

Els Kalabubu posseeixen una forma circular amb un diàmetre des dels 22 fins als 25 centímetres. La grossor del kalabubu varia, estant la part central la més gruixuda i després gradualment aprimant-se cap a tots dos finals. Les puntes dels finals estan connectades per formar un disc fet usualment de llautó, i en rares ocasions d'or. El bastiment intern del collaret està fet d'un filferro o llautó que està lligat al final. Aquest bastiment representa la gran serp daurada de la mitologia de l'illa.
Aquest accessori es confecciona amb talls de closca de coco, de vegades també de la closca d'una tortuga, ajustat prop d'una base de llautó. Els talls són progressivament més grans conforme es dirigeix cap al front del collaret. Aquestes làmines són pressionades juntes i després polides i polides fins que tinguin una superfície suau. Finalment, el kalabubu és tenyit de negre.

## Símbol

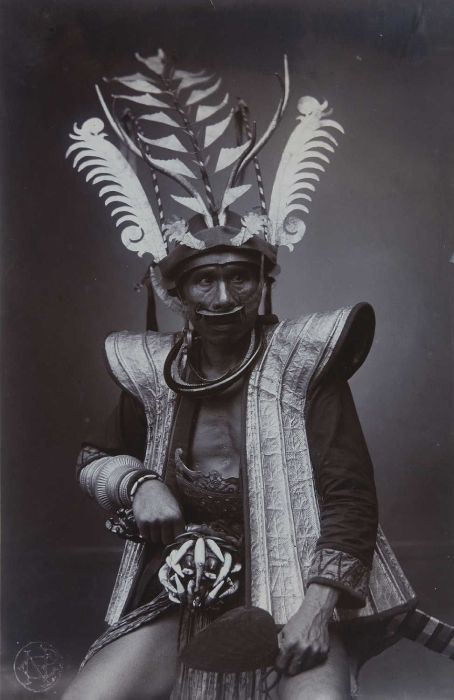
Un guerrer de Nías amb un kalabubu prop del seu coll.

El kalabubu està associat amb la guerra tribal i la pràctica de la decapitació (mangai binu). Aquest torque simbolitza la masculinitat, el triomf a batalla i l'heroisme. Històricament, només els homes que demostrin ferocitat a les batalles i que hagin decapitat al líder de l'enemic eren permesos usar el kalabubu. El portador d'aquest artefacte és normalment vist com l'heroi guerrer del seu poble. El Kalabubu és també usat durant els balls de guerra cerimonials. Avui dia, la majoria dels homes de Nias van duent un kalabubu.

## Variacions del kalabubu
Al nord de Nías, un collaret conegut com a nifitali-tali és la variació de metalls preciosos del kalabubu. El nifitali-tali era exclusivament lluït per homes d'alt rang en ocasions festives, per exemple al festí d'Osawa. A diferència dels exemples del sud, el nifitali-tali està sempre acabat amb un metall preciós com ara plata o or.